# The Recording Angel
The Recording Angel (Angelo registratore) è una scultura situata a Waupun, Wisconsin, Stati Uniti. È stato aggiunto al Registro Nazionale dei Luoghi Storici nel 1974. Un angelo registratore è assegnato da Dio con il compito di registrare gli eventi, le azioni e le preghiere di ogni individuo umano.

## Storia
L'angelo è stato scolpito da Lorado Taft.  La scultura gli fu commissionata dal suo amico, Clarence Shaler, in memoria di sua moglie, Blanche. National Register of Historic Places.
The Recording Angel è una scultura gigantesca di un angelo presentato come una donna con le ali. La figura è seduta e tiene in grembo il Libro della Vita. La scultura è fusa in bronzo ed è posta su uno sfondo di marmo levigato alto dieci piedi (3,05 metri). Lorado Taft ha impiegato quasi 2 anni per completare la scultura.